# Everton Football Club 2019-2020 (femminile)
Questa voce raccoglie le informazioni riguardanti la sezione femminile dell'Everton Football Club nelle competizioni ufficiali della stagione 2019-2020.

## Stagione
Con l'avvio della stagione 2019-20 il club rimosse il Ladies dalla denominazione ufficiale, passando a usare Women solo per differenziare la squadra da quella maschile, quando necessario.
La stagione è stata caratterizzata dallo scoppio della pandemia di COVID-19 nel mese di marzo 2020, che ha portato a un'iniziale sospensione di tutte le competizioni, per poi arrivare a una sospensione definitiva il successivo 25 maggio. La classifica della FA Women's Super League venne stilata in base al rapporto punti conquistati su partite disputate, e l'Everton concluse in sesta posizione, guadagnandone una rispetto a quella che aveva al momento della sospensione del torneo, ossia dopo quattordici partite disputate. Anche la FA Women's Cup ha subito una riprogrammazione con le partite dai quarti di finale in poi disputatesi nel mese di settembre 2020; la squadra, che era partita dal quarto turno, è arrivata fino in finale, giocata allo stadio di Wembley, dove è stata sconfitta dal Manchester City dopo i tempi supplementari. In FA Women's League Cup la squadra è stata eliminata nella fase a gruppi, dopo aver concluso come terza classificata.
Sebbene, inizialmente, era previsto di disputare solo le prime due partite casalinghe di campionato allo stadio Haig Avenue di Southport, per poi stabilire lo stadio casalingo al Walton Hall Park di Liverpool, il trasferimento ebbe luogo solo nel mese di febbraio 2020. Il derby del Merseyside tra Everton e Liverpool venne organizzato negli stadi delle prime squadre: la gara d'andata venne giocata il 17 novembre 2019 all'Anfield davanti a un pubblico di 23 500 spettatori e venne vinta dall'Everton, mentre la gara di ritorno si sarebbe dovuta giocare al Goodison Park prima il 9 febbraio 2020, ma rinviata a causa della tempesta Ciara, e poi il 25 marzo 2020, ma annullata a causa della sospensione del campionato.

## Maglie e sponsor
Le tenute di gioco solo le stesse adottate dall'Everton maschile.
| Casa | Trasferta | Terza divisa |

## Rosa
| N. |                             | Ruolo | Calciatrice            |
| -- | --------------------------- | ----- | ---------------------- |
| 1  | Inghilterra (bandiera)      | P     | Kirstie Levell         |
| 2  | Inghilterra (bandiera)      | D     | Taylor Hinds           |
| 3  | Inghilterra (bandiera)      | D     | Danielle Turner        |
| 4  | Inghilterra (bandiera)      | D     | Georgia Brougham       |
| 5  | Paesi Bassi (bandiera)      | D     | Kika van Es            |
| 6  | Inghilterra (bandiera)      | D     | Gabrielle George       |
| 7  | Inghilterra (bandiera)      | A     | Chantelle Boye-Hlorkah |
| 8  | Paesi Bassi (bandiera)      | C     | Inessa Kaagman         |
| 9  | Galles (bandiera)           | A     | Elise Hughes           |
| 10 | Irlanda del Nord (bandiera) | A     | Simone Magill          |
| 11 | Inghilterra (bandiera)      | A     | Chloe Kelly            |
| 12 | Australia (bandiera)        | A     | Hayley Raso            |
| 13 | Inghilterra (bandiera)      | C     | Abbey-Leigh Stringer   |

| N. |                        | Ruolo | Calciatrice            |
| -- | ---------------------- | ----- | ---------------------- |
| 14 | Inghilterra (bandiera) | D     | Esme Morgan            |
| 15 | Inghilterra (bandiera) | C     | Molly Pike             |
| 16 | Inghilterra (bandiera) | A     | Hannah Cain            |
| 17 | Scozia (bandiera)      | C     | Lucy Graham (capitano) |
| 18 | Inghilterra (bandiera) | P     | Sandy MacIver          |
| 20 | Inghilterra (bandiera) | C     | Megan Finnigan         |
| 21 | Francia (bandiera)     | C     | Maéva Clémaron         |
| 22 | Inghilterra (bandiera) | D     | Faye Bryson            |
| 23 | Finlandia (bandiera)   | P     | Tinja-Riikka Korpela   |
| 25 | Inghilterra (bandiera) | D     | Hannah Coan            |
| 27 | Inghilterra (bandiera) | C     | Isobel Christiansen    |
|    | Inghilterra (bandiera) | D     | Aimee Kelly            |

## Calciomercato

### Sessione estiva
| Acquisti | Acquisti             | Acquisti        | Acquisti |
| R.       | Nome                 | da              | Modalità |
| -------- | -------------------- | --------------- | -------- |
| P        | Tinja-Riikka Korpela | Vålerenga       | [ 11 ]   |
| D        | Esme Morgan          | Manchester City | prestito |
| D        | Kika van Es          | Ajax            | [ 13 ]   |
| C        | Maéva Clémaron       | Fleury          | [ 14 ]   |
| C        | Lucy Graham          | Bristol City    | [ 15 ]   |
| C        | Molly Pike           | Chelsea         | [ 16 ]   |

| Cessioni | Cessioni              | Cessioni        | Cessioni |
| R.       | Nome                  | a               | Modalità |
| -------- | --------------------- | --------------- | -------- |
| P        | Becky Flaherty        | Sheffield Utd   | [ 17 ]   |
| D        | Emma Brownlie         | Rangers         | [ 18 ]   |
| D        | Siri Worm             | Tottenham       | [ 19 ]   |
| C        | Dominique Bruinenberg | PEC Zwolle      | [ 20 ]   |
| C        | Olivia Chance         | Bristol City    | [ 21 ]   |
| C        | Angharad James        | Reading         | [ 22 ]   |
| A        | Claudia Walker        | Birmingham City | [ 23 ]   |

### Sessione invernale
| Acquisti | Acquisti            | Acquisti        | Acquisti      |
| R.       | Nome                | da              | Modalità      |
| -------- | ------------------- | --------------- | ------------- |
| P        | Sandy MacIver       | Clemson Tigers  | [ 24 ]        |
| C        | Isobel Christiansen | Olympique Lione | [ 25 ]        |
| A        | Elise Hughes        | Bristol City    | fine prestito |
| A        | Hayley Raso         | Portland Thorns | [ 27 ]        |

| Cessioni | Cessioni         | Cessioni        | Cessioni |
| R.       | Nome             | a               | Modalità |
| -------- | ---------------- | --------------- | -------- |
| D        | Georgia Brougham | Birmingham City | prestito |
| D        | Faye Bryson      | Bristol City    | [ 29 ]   |
| A        | Elise Hughes     | Bristol City    | prestito |

## Risultati

### FA Women's Super League

#### Girone di andata
| Arbitro: | Swallow |

|  |           |                   |
|  | Marcatori | 46’ (aut.) Harrop |

| Arbitro: | Fearn |

|                  |           |  |
| Kelly 44’, 45+1’ | Marcatori |  |

| Arbitro: | Smith |

|  |           |             |
|  | Marcatori | 7’ Houghton |

| Arbitro: | Dale |

|                                   |           |                             |
| Moore 7’, 17’ Karlseng Utland 70’ | Marcatori | 10’ Kelly 23’ (rig.) Graham |

| Arbitro: | Simms |

|                      |           |  |
| Kelly 58’ Morgan 68’ | Marcatori |  |

| Arbitro: | Fearn |

|  |           |              |
|  | Marcatori | 45+1’ Graham |

| Arbitro: | Barlow |

|                                      |           |           |
| Pike 7’ Filbey 26’ (aut.) Graham 56’ | Marcatori | 19’ Quinn |

| Southport 3 maggio 2020 8ª giornata | Everton | – Annullata | Chelsea | Haig Avenue |

| Arbitro: | Hull |

|                                |           |                 |
| James 4’, 45’ Zelem 11’ (rig.) | Marcatori | 2’ (aut.) Earps |

| Arbitro: | Speedie |

|           |           |                             |
| Kelly 78’ | Marcatori | 14’, 57’ Miedema 55’ Little |

| Romford 1º aprile 2020 11ª giornata | West Ham | – Annullata | Everton | Rush Green Stadium |

#### Girone di ritorno
| Arbitro: | Fearn |

|                            |           |                    |
| Bremer 18’, 53’ Bonner 64’ | Marcatori | 90’ (aut.) Stanway |

| Arbitro: | Shackleton |

|                     |           |                     |
| Kelly 11’, 59’, 65’ | Marcatori | 31’ (rig.) Williams |

| Arbitro: | Byrne |

|               |           |  |
| A. Whelan 39’ | Marcatori |  |

| Liverpool 25 marzo 2020 15ª giornata | Everton | – Annullata | Liverpool | Goodison Park |

| Arbitro: | Atkin |

|                          |           |                       |
| Addison 68’ Mitchell 78’ | Marcatori | 31’ Kelly 57’ Kaagman |

| Arbitro: | Sykes |

|                          |           |                           |
| D. Turner 68’ Graham 83’ | Marcatori | 21’, 29’ Galton 63’ Toone |

| Kingston upon Thames 22 marzo 2020 18ª giornata | Chelsea | – Annullata | Everton | Kingsmeadow |

| Liverpool 29 marzo 2020 19ª giornata | Everton | – Annullata | Birmingham City | Walton Hall Park |

| Filton 5 aprile 2020 20ª giornata | Bristol City | – Annullata | Everton | Stoke Gifford Stadium |

| Liverpool 26 aprile 2020 21ª giornata | Everton | – Annullata | West Ham | Walton Hall Park |

| Borehamwood 16 maggio 2020 22ª giornata | Arsenal | – Annullata | Everton | Meadow Park |

### FA Women's Cup
| Southport 26 gennaio 2020 Quarto turno        | Everton   | 1 – 0 referto | London Bees | Haig Avenue |
| \| \| \| \| \| Kaagman 45’ \| Marcatori \| \| |           |               |             |             |
|                                               |           |               |             |             |
| Kaagman 45’                                   | Marcatori |               |             |             |

| Bristol 25 febbraio 2020 Quinto turno                                            | Bristol City | 0 – 5 referto                                  | Everton | Ashton Gate Stadium |
| \| \| \| \| \| \| Marcatori \| 8’, 53’ Kaagman 18’ Morgan 39’ Graham 59’ Cain \| |              |                                                |         |                     |
|                                                                                  |              |                                                |         |                     |
|                                                                                  | Marcatori    | 8’, 53’ Kaagman 18’ Morgan 39’ Graham 59’ Cain |         |                     |

| Arbitro: | Mather |

|                       |           |             |
| Graham 40’ Gauvin 63’ | Marcatori | 5’ Cuthbert |

| Arbitro: | Fearn |

|  |           |                                    |
|  | Marcatori | 44’ Magill 60’ Sørensen 87’ Gauvin |

| Arbitro: | Welch |

|            |           |                                      |
| Gauvin 60’ | Marcatori | 40’ Mewis 111’ Stanway 120+2’ Beckie |

### FA Women's League Cup
| Arbitro: | Oliver |

|              |           |  |
| Williams 73’ | Marcatori |  |

| Arbitro: | Welsh |

|  |           |                                          |
|  | Marcatori | 22’ James 86’ A. Turner 79’ (rig.) Zelem |

| Arbitro: | Jones |

|          |           |                                             |
| Pike 48’ | Marcatori | 36’ Beckie 50’ Wullaert 65’ Bonner 86’ Hemp |

| Arbitro: | Fearn |

|  |           |                                                   |
|  | Marcatori | 44’ Boye-Hlorkah 46’ Hughes 52’ Hinds 85’ Kaagman |

## Statistiche

### Statistiche di squadra
| Competizione            | Punti | In casa | In casa | In casa | In casa | In casa | In casa | In trasferta | In trasferta | In trasferta | In trasferta | In trasferta | In trasferta | Totale | Totale | Totale | Totale | Totale | Totale | DR |
| Competizione            | Punti | G       | V       | N       | P       | Gf      | Gs      | G            | V            | N            | P            | Gf           | Gs           | G      | V      | N      | P      | Gf     | Gs     | DR |
| ----------------------- | ----- | ------- | ------- | ------- | ------- | ------- | ------- | ------------ | ------------ | ------------ | ------------ | ------------ | ------------ | ------ | ------ | ------ | ------ | ------ | ------ | -- |
| FA Women's Super League | 19    | 7       | 4       | 0       | 3       | 13      | 9       | 7            | 2            | 1            | 4            | 8            | 12           | 14     | 6      | 1      | 7      | 21     | 21     | 0  |
| FA Women's Cup          | -     | 2       | 2       | 0       | 0       | 3       | 1       | 2            | 2            | 0            | 0            | 8            | 0            | 5      | 4      | 0      | 1      | 12     | 4      | +8 |
| FA Women's League Cup   | -     | 2       | 0       | 0       | 2       | 1       | 7       | 2            | 1            | 0            | 1            | 4            | 1            | 4      | 1      | 0      | 3      | 5      | 8      | -3 |
| Totale                  | -     | 11      | 6       | 0       | 5       | 17      | 17      | 11           | 5            | 1            | 5            | 20           | 13           | 23     | 11     | 1      | 11     | 38     | 33     | +5 |

### Andamento in campionato
| Giornata  | 1 | 2 | 3 | 4 | 5 | 6 | 7 | 8 | 9 | 10 | 11 | 12 | 13 | 14 | 15 | 16 | 17 | 18 | 19 | 20 | 21 | 22 |
| --------- | - | - | - | - | - | - | - | - | - | -- | -- | -- | -- | -- | -- | -- | -- | -- | -- | -- | -- | -- |
| Luogo     | T | C | C | T | C | T | C | C | T | C  | T  | T  | C  | T  | C  | T  | C  | T  | C  | T  | C  | T  |
| Risultato | V | V | P | P | V | V | V | - | P | P  | -  | P  | V  | P  | -  | N  | P  | -  | -  | -  | -  | -  |
| Posizione | 1 | 1 | 4 | 4 | 4 | 4 | 4 | 4 | 4 | 4  | 4  | 5  | 4  | 5  | 5  | 6  | 6  | -  | -  | -  | -  | -  |

Legenda:

Luogo: C = Casa; T = Trasferta. Risultato: V = Vittoria; N = Pareggio; P = Sconfitta.

### Statistiche delle giocatrici
| Giocatore       | FA Women's Super League | FA Women's Super League | FA Women's Super League | FA Women's Super League | FA Women's Cup | FA Women's Cup | FA Women's Cup | FA Women's Cup | FA Women's League Cup | FA Women's League Cup | FA Women's League Cup | FA Women's League Cup | Totale   | Totale | Totale      | Totale     |
| Giocatore       | Presenze                | Reti                    | Ammonizioni             | Espulsioni              | Presenze       | Reti           | Ammonizioni    | Espulsioni     | Presenze              | Reti                  | Ammonizioni           | Espulsioni            | Presenze | Reti   | Ammonizioni | Espulsioni |
| --------------- | ----------------------- | ----------------------- | ----------------------- | ----------------------- | -------------- | -------------- | -------------- | -------------- | --------------------- | --------------------- | --------------------- | --------------------- | -------- | ------ | ----------- | ---------- |
| C. Boye-Hlorkah | 10                      | 0                       | 0                       | 0                       | 5              | 0              | 0              | 0              | 3                     | 1                     | 0                     | 0                     | 18       | 1      | 0           | 0          |
| G. Brougham     | 0                       | 0                       | 0                       | 0                       | 0              | 0              | 0              | 0              | 2                     | 0                     | 0                     | 0                     | 2        | 0      | 0           | 0          |
| F. Bryson       | 0                       | 0                       | 0                       | 0                       | 0              | 0              | 0              | 0              | 1                     | 0                     | 0                     | 0                     | 1        | 0      | 0           | 0          |
| H. Cain         | 13                      | 0                       | 2                       | 0                       | 1              | 1              | 0              | 0              | 4                     | 0                     | 0                     | 0                     | 18       | 1      | 2           | 0          |
| I. Christiansen | -                       | -                       | -                       | -                       | 3              | 0              | 1              | 0              | -                     | -                     | -                     | -                     | 3        | 0      | 1           | 0          |
| M. Clémaron     | 13                      | 0                       | 4                       | 0                       | 2              | 0              | 0              | 0              | 3                     | 0                     | 1                     | 0                     | 18       | 0      | 5           | 0          |
| H. Coan         | 0                       | 0                       | 0                       | 0                       | 0              | 0              | 0              | 0              | 1                     | 0                     | 0                     | 0                     | 1        | 0      | 0           | 0          |
| D. Egurrola     | -                       | -                       | -                       | -                       | 3              | 0              | 0              | 0              | -                     | -                     | -                     | -                     | 3        | 0      | 0           | 0          |
| M. Finnigan     | 10                      | 0                       | 0                       | 0                       | 5              | 0              | 0              | 0              | 3                     | 0                     | 0                     | 0                     | 18       | 0      | 0           | 0          |
| V. Gauvin       | -                       | -                       | -                       | -                       | 3              | 3              | 0              | 0              | -                     | -                     | -                     | -                     | 3        | 3      | 0           | 0          |
| G. George       | 13                      | 0                       | 3                       | 0                       | 2              | 0              | 0              | 0              | 2                     | 0                     | 0                     | 0                     | 17       | 0      | 3           | 0          |
| L. Graham       | 14                      | 4                       | 2                       | 0                       | 5              | 2              | 0              | 0              | 3                     | 0                     | 0                     | 0                     | 22       | 6      | 2           | 0          |
| T. Hinds        | 6                       | 0                       | 0                       | 0                       | 1              | 0              | 0              | 0              | 4                     | 1                     | 0                     | 0                     | 11       | 1      | 0           | 0          |
| E. Hughes       | 4                       | 0                       | 0                       | 0                       | 0              | 0              | 0              | 0              | 4                     | 1                     | 0                     | 0                     | 8        | 1      | 0           | 0          |
| I. Kaagman      | 12                      | 1                       | 2                       | 0                       | 2              | 3              | 0              | 0              | 4                     | 1                     | 0                     | 0                     | 18       | 5      | 2           | 0          |
| A. Kelly        | -                       | -                       | -                       | -                       | 0              | 0              | 0              | 0              | 1                     | 0                     | 0                     | 0                     | 1        | 0      | 0           | 0          |
| C. Kelly        | 12                      | 9                       | 2                       | 0                       | 2              | 0              | 0              | 0              | 4                     | 0                     | 3                     | 1                     | 18       | 9      | 5           | 1          |
| T.R. Korpela    | 11                      | -16                     | 0                       | 0                       | 1              | 0              | 0              | 0              | 1                     | -3                    | 0                     | 0                     | 13       | -19    | 0           | 0          |
| K. Levell       | 0                       | 0                       | 0                       | 0                       | 0              | 0              | 0              | 0              | 3                     | -5                    | 0                     | 0                     | 3        | -5     | 0           | 0          |
| S. Magill       | 12                      | 1                       | 0                       | 0                       | 4              | 1              | 0              | 0              | 0                     | 0                     | 0                     | 0                     | 16       | 2      | 0           | 0          |
| S. MacIver      | 3                       | -5                      | 0                       | 0                       | 4              | 0              | 0              | 0              | -                     | -                     | -                     | -                     | 7        | -5     | 0           | 0          |
| I. Moe Wold     | -                       | -                       | -                       | -                       | 3              | 0              | 0              | 0              | -                     | -                     | -                     | -                     | 3        | 0      | 0           | 0          |
| E. Morgan       | 11                      | 1                       | 2                       | 0                       | 2              | 1              | 0              | 0              | 2                     | 0                     | 1                     | 0                     | 15       | 2      | 3           | 0          |
| P. Pattinson    | -                       | -                       | -                       | -                       | 1              | 0              | 0              | 0              | -                     | -                     | -                     | -                     | 1        | 0      | 0           | 0          |
| M. Pike         | 13                      | 1                       | 0                       | 0                       | 4              | 0              | 0              | 0              | 4                     | 1                     | 0                     | 0                     | 21       | 2      | 0           | 0          |
| H. Raso         | -                       | -                       | -                       | -                       | 3              | 0              | 1              | 0              | -                     | -                     | -                     | -                     | 3        | 0      | 1           | 0          |
| R. Sevecke      | -                       | -                       | -                       | -                       | 3              | 0              | 0              | 0              | -                     | -                     | -                     | -                     | 3        | 0      | 0           | 0          |
| N. Sørensen     | -                       | -                       | -                       | -                       | 3              | 1              | 0              | 0              | -                     | -                     | -                     | -                     | 3        | 1      | 0           | 0          |
| A.L. Stringer   | 11                      | 0                       | 3                       | 0                       | 5              | 0              | 0              | 0              | 2                     | 0                     | 0                     | 0                     | 18       | 0      | 3           | 0          |
| D. Turner       | 14                      | 1                       | 0                       | 0                       | 5              | 0              | 0              | 0              | 3                     | 0                     | 0                     | 0                     | 22       | 1      | 0           | 0          |
| K. van Es       | 10                      | 0                       | 0                       | 0                       | 2              | 0              | 0              | 0              | 2                     | 0                     | 1                     | 0                     | 14       | 0      | 1           | 0          |